# Kloster Himmelpforten (Ense)
Koordinaten: 51° 29′ 33,7″ N, 8° 0′ 17,4″ O

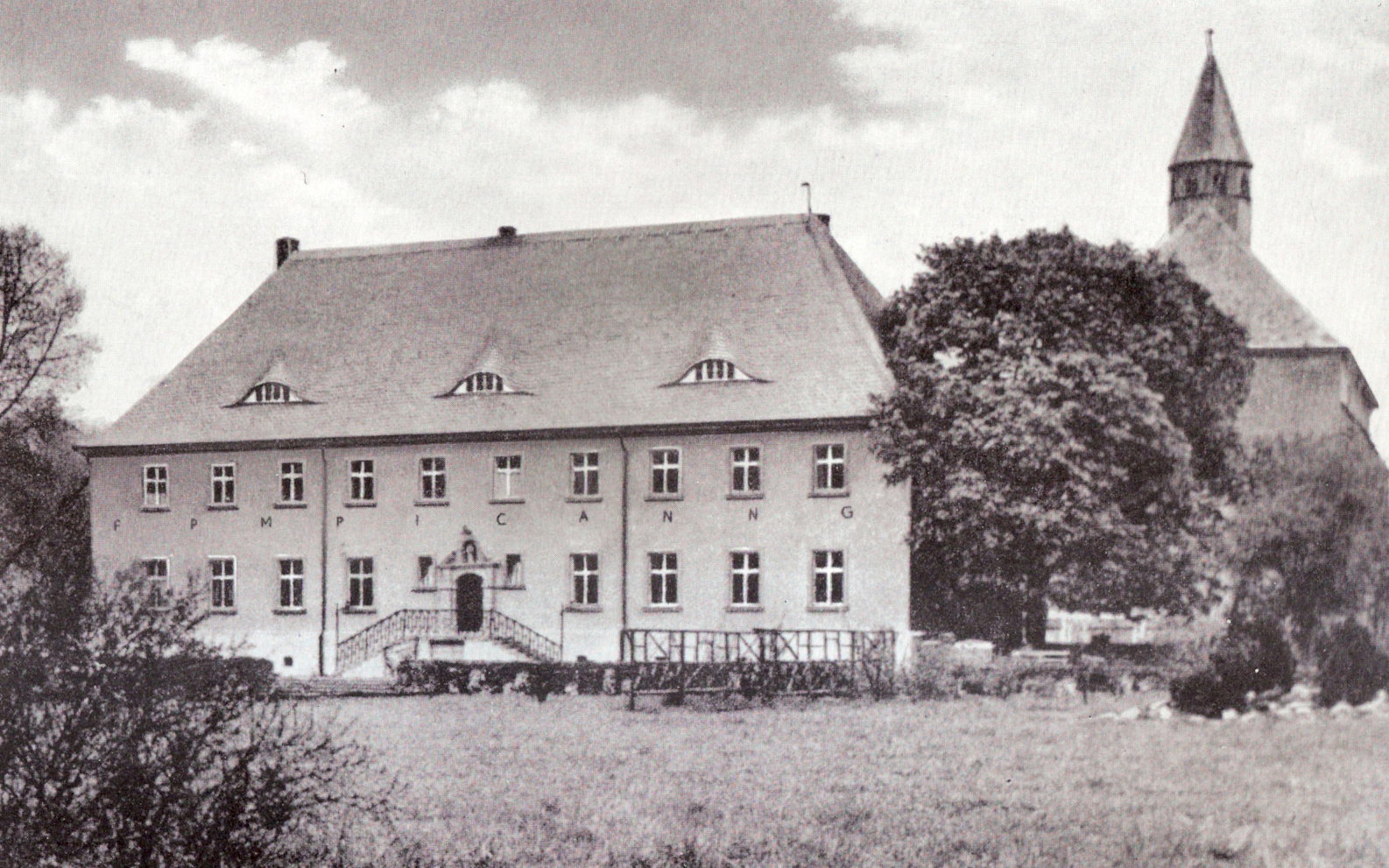
Äbtissinnen- und späteres Gutshaus von Gut Himmelpforten

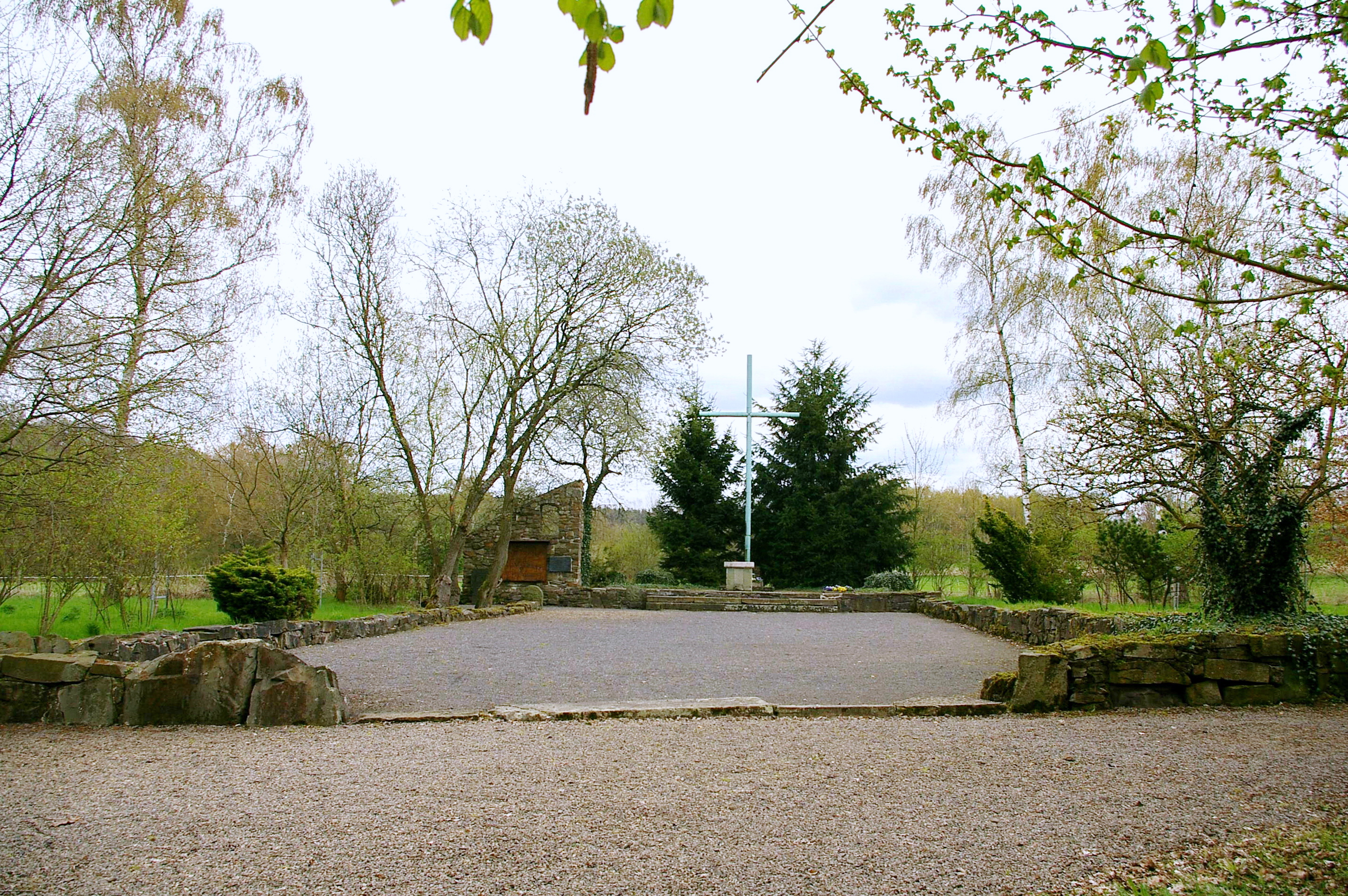
Ruine des Klosters Himmelpforten

Das Kloster Himmelpforten (lat. Monasterium Porta Coeli) war eine Zisterzienserinnenabtei am Ufer der Möhne. Das 1246 gegründete Kloster bestand bis zur Säkularisation zu Beginn des 19. Jahrhunderts. Die Klosterkirche und die verbliebenen Baulichkeiten wurden 1943 infolge der Bombardierung der Möhnetalsperre in der Möhnekatastrophe zerstört.

## Gründung
Über die Gründung gibt es auf den ersten Blick widersprüchliche Quellen. Im Allgemeinen nimmt man an, dass das Kloster von Adelheid, der Frau des Arnsberger Grafen Gottfried III. gestiftet wurde. Nach einer Quelle aber schenkte Graf Otto von Tecklenburg und sein Sohn Heinrich überließen einer Priorissa Petronella Besitz auf dem Südufer des Flusses Möhne zum Bau eines Klosters. Eine weitere Urkunde, die am 19. Juli 1246 durch den Kölner Erzbischof Konrad von Hochstaden, wenige Tage nach der zuvor genannten Urkunde ausgestellt wurde, besagte, dass Adelheid, Ehefrau des Grafen Gottfried III. von Arnsberg, auf einem Besitz, den sie mit eigenem Geld gekauft hatte, ein Kloster errichten wollte. Der
Erzbischof unterstellte Kloster und Besitz seinem Schutz. Ein Jahr später am 23. März 1247 nahm Papst Innozenz IV. das Kloster Porta Coeli unter päpstlichen Schutz. Von der Familie der Grafen von Arnsberg war in diesem Zusammenhang nicht die Rede.
Offenbar haben die Tecklenburger und die Arnsberger Grafen bei der Gründung kooperiert. Folgt man indes Edeltraud Klueting spielten die Tecklenburger bei der Klostergründung keine Rolle. Vielmehr hätten die Arnsberger von diesen lediglich die nötigen Ländereien erworben. Während die Tecklenburger nur noch selten urkundlich erscheinen, gehörten die Grafen von Arnsberg auch weiterhin zu den Fördern des Klosters. Diese übereigneten dem Kloster weitere Rechte und Besitzungen. Ein Gebetsgedächtnis zu Gunsten der Grafenfamilie ist allerdings erst für 1363 bezeugt.

## Frühe Entwicklung
Ursprünglich wohl am Berghang errichtet, wurde das Kloster einige Jahre nach der Gründung direkt an das Ufer der Möhne verlegt. Zur Finanzierung des Baus schrieb Erzbischof Konrad 1249 einen Ablass aus. Anfänglich verfügte das Kloster nur über eine Holzkapelle, die aber in den 1270er Jahren einem Steinbau wich. Auch dieser Bau wurde teilweise durch Ablässe finanziert. Einer
dieser Ablässe wurde von Albertus Magnus erlassen. Der Kirchenbau war 1284 vollendet. Es handelte sich wahrscheinlich um einen einschiffigen fünfjochigen Saalbau mit eingezogenen Chor. Die
Klosteranlage selbst war vierflügelig und gruppierte sich um einen Kreuzgang der an der Nordseite der Kirche lag. Die Anlage wurde im 14. und 15. Jahrhundert baulich verschiedentlich
verändert.
Zwar bat der Erzbischof wenige Jahre nach Gründung das Generalkapitel des Zisterzienserordens um die Inkorporation von
Himmelpforten ersucht. Ob diese danach auch erfolgt ist, bleibt unsicher. Allerdings könnte diese im Zusammenhang mit einer Visitation durch den Abt von Himmerod im Jahr 1285 erfolgt sein. Nicht bekannt ist auch, ob das Generalkapitel einen Vaterabt festgelegt hat. Erst seit Anfang des 14. Jahrhunderts
ist die Unterstellung des Klosters unter den Abt von Bredelar belegt. Die Paternität ging 1325 vorübergehend an das Kloster Heisterbach über, ehe sie um 1470 endgültig an Bredelar fiel. Dessen Abt visitierte Himmelpforten jährlich, schickte zweimal im Jahr einen Beichtvater und beauftragte zwei Mitglieder seines Konvents mit der Seelsorge und der Aufsicht über die Klosterwirtschaft. Wenn auch in den ersten Jahrzehnten die offizielle Zugehörigkeit zum Orden nicht klar belegt ist, wird dies spätestens durch eine Urkunde von 1325 bestätigt.

## Klostergemeinschaft

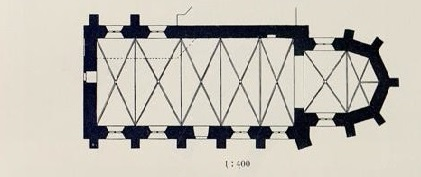
Grundriss der Klosterkirche

Die Klostergemeinschaft selbst verstand sich von Beginn an
als Teil des Ordens und unterhielt Kontakte zu anderen Zisterzienserinnenklöstern. Anfangs trug die Klosterleiterin noch den Titel einer Priorin. Dies spricht dafür, dass das Kloster anfangs noch dem Mutterkonvent unterstand. Woher die ersten Nonnen kamen, ist allerdings nicht bekannt. Mit der Nennung von Konvent und Äbtissin in einer Urkunde von 1254 wird deutlich, dass spätestens
zu diesem Zeitpunkt Himmelpforten eigenständig war. Über die Größe des Konvents lassen sich für die erste Zeit keine verlässlichen Angaben machen. Aber angesichts der Baulichkeiten dürfte er kleiner gewesen sein als in
Welver oder Benninghausen.
Nachweisen lässt sich, dass der Konvent bei Ministerialen- oder
Lehnsträgerfamilien aus dem Umfeld der Grafen von Arnsberg beliebt war. Alle namentlich bekannten Nonnen der frühen Zeit stammten aus diesem Kreis. Diese wie die Familien von Wrede, von Neheim oder von Ense verkauften oder überließen dem Kloster auch weitere Besitzungen. Aus der Grafenfamilie selbst gehörte nach der Darstellung von Maria Hock niemand dem Kloster an, vermutlich weil es als nicht vornehm genug galt. Im Gegensatz dazu argumentiert Edeltraud Klueting, dass die erste Klostervorsteherin mit Namen Petronella wohl dem Grafenhaus entstammte. In späteren Jahren kamen die Mitglieder des Konvents nicht nur aus ritterbürtigen Familien der Grafschaft Arnsberg, sondern auch aus solchen des Herzogtums Westfalen und dem Patriziat der Stadt Soest.
Die Rechtsgeschäfte nach außen nahm in den ersten Jahren zeitweise ein Propst oder Prior wahr. In der Regel waren Äbtissin
und Konvent in der ersten Zeit aber in der Lage ihre Interessen selbst durchzusetzen.
Es sind zwar Konversen in Urkunden des 13. Jahrhunderts erwähnt. Über ihre Zahl lassen sich aber keine Angaben machen. Teile von ihnen lebten im Kloster selbst und bewirtschafteten oder beaufsichtigten den in unmittelbarer Nähe gelegenen Besitz. Andere verwalteten den umfänglichen entfernten Landbesitz, der im
Wesentlichen zwischen Werl, Soest und dem Haarstrang
lag. Von Anfang an gab es daneben auch
Eigenhörige. Erstmals nachweislich am Ende des 13. Jahrhunderts wurden Besitzungen verpachtet.
Normalerweise nahm das Kloster nur Novizinnen auf, die als Kinder als sogenannte „Schulkinder“ etwa im Alter von neun Jahren in das Kloster gekommen waren. Diese wurden von einer sogenannten Kindermeisterin betreut und unterrichtet. Die Profess durften sie erst als Jugendliche oder junge Erwachsenen ablegen. Obwohl der Orden nur relativ wenig Wert auf Bildung legte, gab es schon im 13. Jahrhundert Klosterunterricht.

## Frühe Neuzeit

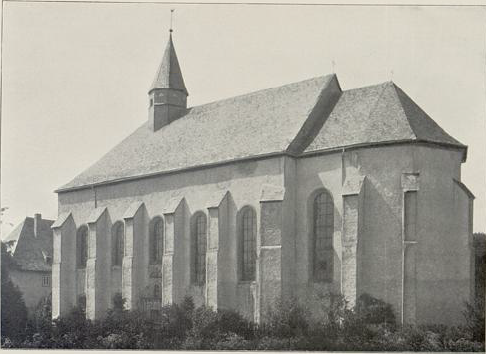
Klosterkirche um 1905

Erst durch die Wirren des Truchsessischen Krieges von 1583 bis 1589 bekam das Kloster wirtschaftliche Probleme, so dass mehrfach Güter verpfändet werden mussten. Besonders litt Himmelpforten im Dreißigjährigen Krieg, als am 20. Oktober 1633 die Hessen das Klostergebäude in Brand setzten und viele Gutshöfe plünderten. Erst 1656 konnte das neu erbaute Kloster wieder geweiht werden. Und erst am 29. April 1725 konnte die neue Klosterkirche durch den Abt Petrus Nolten geweiht werden. 
Auch in der frühen Neuzeit gehörten neben den eigentlichen Nonnen dem Kloster auch andere Personengruppen an. In der frühen Neuzeit traten an Stellen von Mägden ab 1625 vermehrt Laienschwestern. Damit knüpfte die Gemeinschaft an das mittelalterliche Konverseninstitut an. Neben der Äbtissin spielte der Propst eine wichtige Rolle. Dieser war nicht nur für die Seelsorge zuständig, sondern überwachte auch das Gesinde und verwaltete bestimmte Teile des Klostervermögens.
Die einschiffige Kirche von fünf Jochen im Renaissancestil schloss mit einem einjochigen Chor. Die Kreuzgewölbe mit Rippen ruhten auf Konsolen. Der Triumphbogen und die Fenster waren rundbogig.
Der Siebenjährige Krieg von 1756 bis 1763 brachte dem Kloster erneut Plünderungen und wirtschaftlichen Niedergang.

## Seit der Säkularisation
1790 wurde dem Kloster die Neuaufnahme von Konventualinnen und Laienschwestern untersagt. Der Klosterbesitz wurde 1802 im Zuge der Säkularisation eingezogen, während der Konvent weiterbestand. Allerdings verließen die verbliebenen Schwestern bereits 1804 das Kloster, da das Klosterleben nicht mehr aufrechterhalten werden konnte. Das Klostergut pachtete 1804 der Gutsbesitzer Adolf Schulte zu Günne für eine Pacht von 1500 Reichstalern. 1819 wurde es für 32.000 Reichstaler komplett verkauft und befindet sich seither im Familienbesitz derer zu Schulte-Günne. 

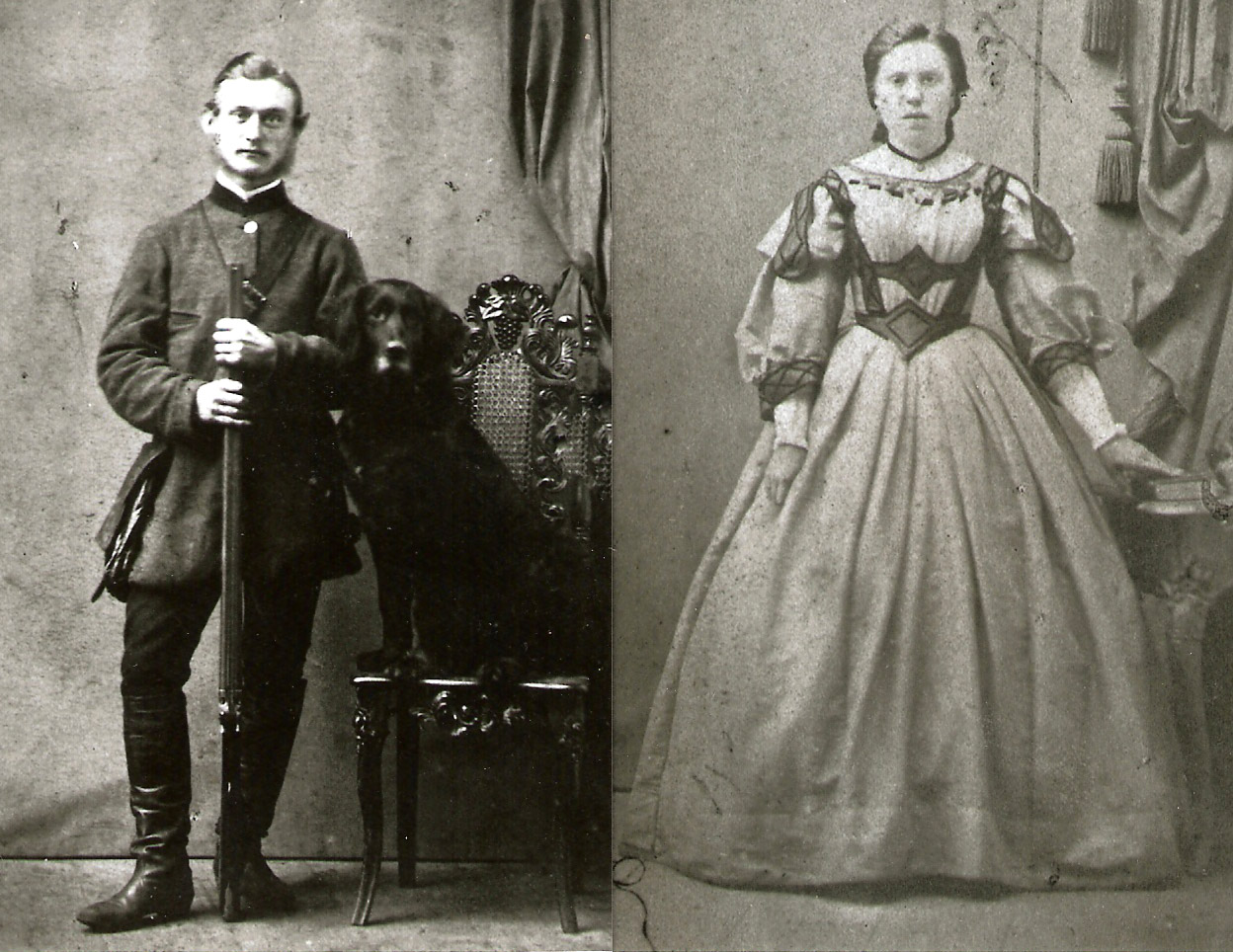
Friedrich von Papen (Wilbring 1) königl.preuss. Oberforstmeister von Niederense-Bremen, Herr auf Haus Himmpelpforten mit Ehefrau Fanny geb. Freyin von Schelver, auf Haus Schafhausen

Das Herrenhaus von Himmelpforten kaufte jedoch Anfang der 1870er Jahre der königlich preußische Oberforstmeister in dem Staatsforst Niederense-Bremen Friedrich von Papen (Wilbring 1). Nach seinem Tod wurde es verkauft, da der älteste Sohn Felix als Bergbauingenieur andere Pläne hatte.  
Die Klosterkirche blieb weiterhin Pfarrkirche des nahegelegenen Ortes Niederense.

## Bombardement der Möhne-Sperrmauer

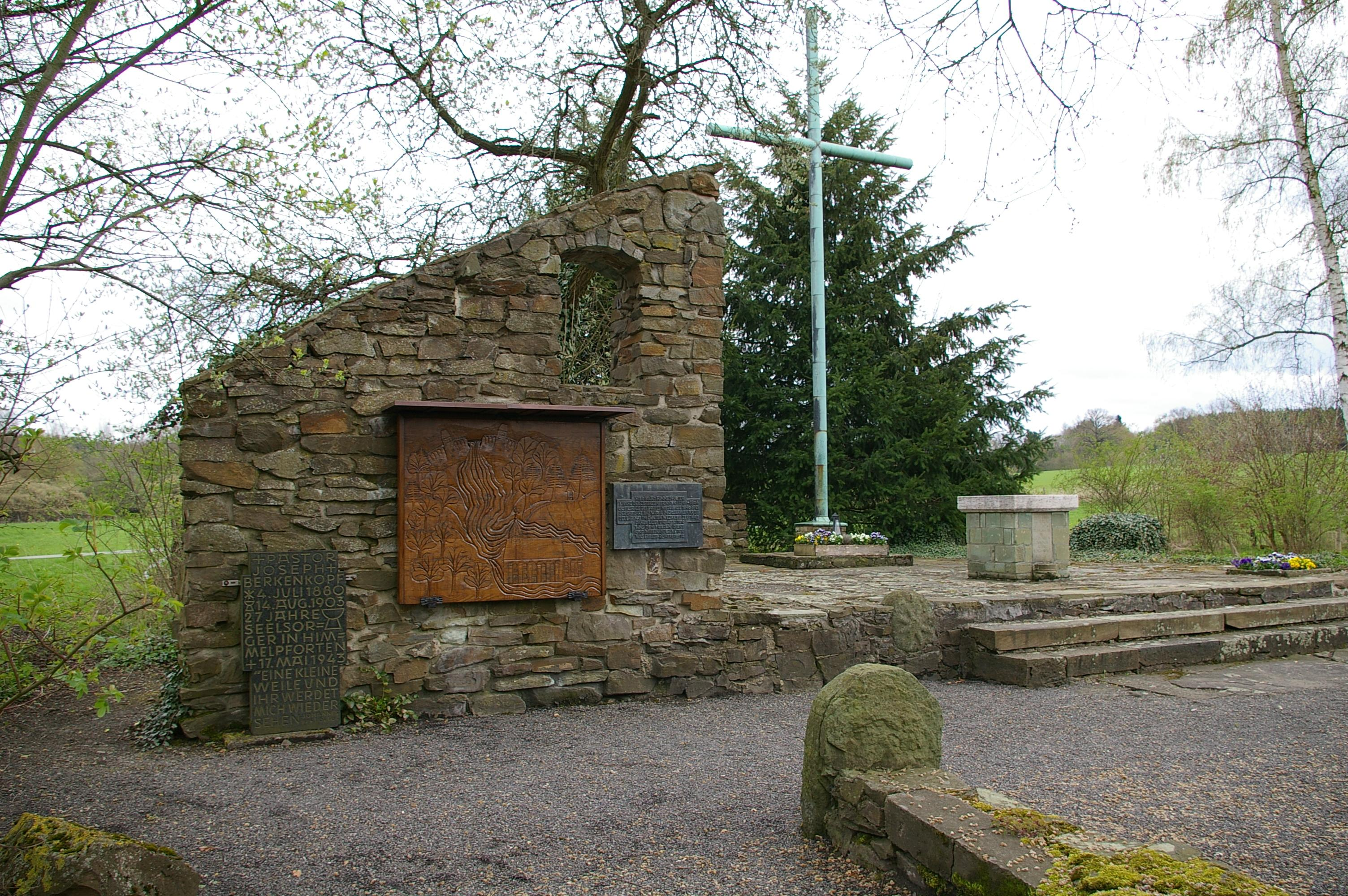
Wand mit Gedenktafeln

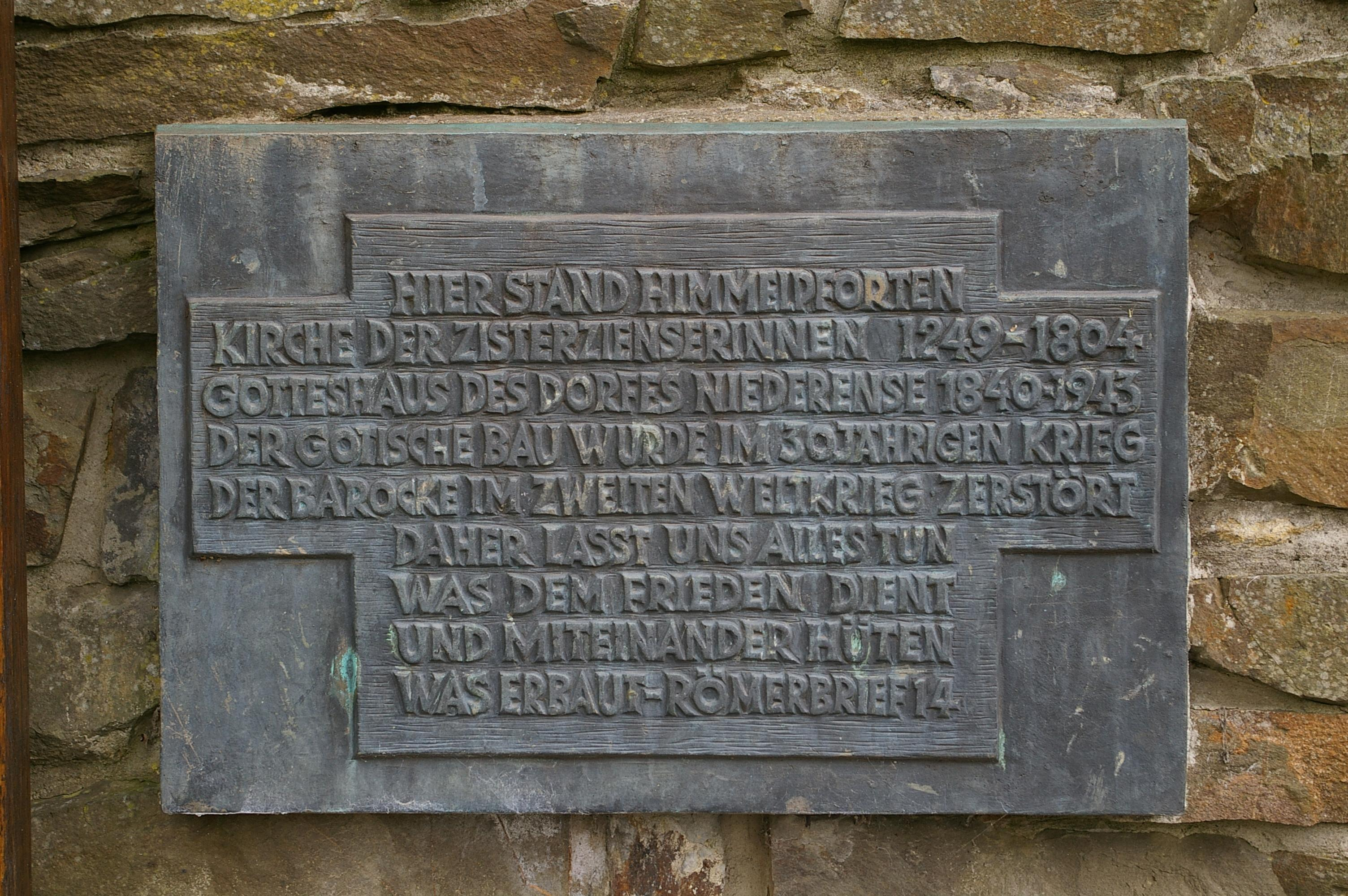
Tafel mit Geschichtsdaten und Bibelzitat

In der Nacht vom 16. Mai auf den 17. Mai 1943 wurde die vier Kilometer flussaufwärts gelegene Möhnetalsperre durch einen Bombenangriff der britischen Royal Air Force zerstört. Diese Operation trug den Namen „Chastise“ (Züchtigung), als Vergeltungsmaßnahme des massiven deutschen Bombardements in England seit 1940. Durch die aus dem Stausee strömende, anfangs über zwölf Meter hohe Flutwelle wurde das gesamte Kloster fortgerissen. Der örtliche Pfarrer und einige Bewohner wurden getötet. 
Ein Mahnmal an der Stelle des früheren Klosters Himmelpforten erinnert heute an die insgesamt über 1200 Toten der Möhnekatastrophe insgesamt.

## Gemeinde Himmelpforten
Das Gebiet um das Kloster Himmelpforten bildete eine eigene Gemeinde im Amt Körbecke, dann im Amt Bremen. Ihre Nachbargemeinden waren Niederense und Günne. Am 1. April 1901 wurde sie in die Nachbargemeinde Niederense eingegliedert. Seit dem 1. Juli 1969 gehört ihr ehemaliges Gebiet zur Gemeinde Ense.